# عندما تصبح الأمور صعبة، يبدأ الأقوياء في التحرك
" عندما تصبح الأمور صعبة، يبدأ الأقوياء في التحرك " عبارة شائعة من النكات في اللغة الإنجليزية الأمريكية .
العبارة هي مثال على العكس في البلاغة.
وقد نُسب أصل العبارة إلى مصادر مختلفة. يبدو أن هذا المصطلح جاء من لغة كرة القدم الأمريكية، حيث كانت أقدم المصادر المنشورة في الخمسينيات من القرن العشرين، بما في ذلك مقال في صحيفة كوربوس كريستي تايمز يقتبس عن مدرب كرة القدم المحلي جون توماس في عام 1953، ومقال آخر في صحيفة سانتا كروز سنتينل نيوز عام 1954 يقتبس عن المدرب فرانسيس ويليام ليهي.
في أوائل القرن الحادي والعشرين، استُخدمت هذه العبارة كشكل من أشكال الحديث التحفيزي للإدارة، وهي شائعة في العديد من كتب المساعدة الذاتية والتنمية البشرية.